# Absolute ruimte
Absolute tijd en absolute ruimte zijn twee hypothetische concepten die met name een belangrijke rol spelen in de natuurkundige theorieën van Isaac Newton. Ze waren eigenlijk bedoeld als operationele definitie en stonden lange tijd centraal in de natuurkunde, totdat de speciale relativiteitstheorie van Albert Einstein haar intrede deed. Newton stelde dat de ruimte altijd hetzelfde bleef en nooit bewoog; "absolute beweging" was volgens hem niets anders dan het zich verplaatsen van de ene absolute plaats naar de andere. Volgens de Newtoniaanse definitie van "absolute tijd" verloopt tijd voor alle waarnemers in het heelal in hetzelfde tempo. Dit betekent dat ruimte en tijd niet afhankelijk zijn van concrete gebeurtenissen, maar hiervoor slechts het "decor" vormen, en dat een voorwerp alleen in staat van absolute rust of absolute beweging kan verkeren.
In Newtons eigen tijd werd er al bezwaar gemaakt tegen dit idee van absolute tijd en ruimte als twee volledig los van elkaar staande entiteiten. Zo was Leibniz bijvoorbeeld juist van mening dat de begrippen tijd en ruimte slechts dan betekenis hadden wanneer ze als relatief werden beschouwd.